# Таставинзавр
Таставинзавр (лат. Tastavinsaurus) — род завроподных динозавров из клады макронарий (Macronaria), живших во времена раннемеловой эпохи (ранний апт, 125,45—122,46 млн лет назад) на территории современной Испании. Включает единственный типовой вид — Tastavinsaurus sanzi.
Вид описан по голотипу MPZ 99/9, представляющему собой частичный посткраниальный скелет.
Род назвали по формации Рио-де-Таставинс в Испании, где были найдены ископаемые остатки, видовое название дано в честь испанского палеонтолога Хосе Луиса Санса.